# Youcef Reguigui
Youcef Reguigui (9 de enero de 1990) es un ciclista argelino, miembro del equipo Madar Pro Cycling Team desde 2025.
Formó parte del Centro Mundial de Ciclismo donde coincidió entre otros con Daniel Teklehaimanot y Rafaâ Chtioui. En 2011 se consagró como ciclista al ganar el Campeonato de Argelia en Ruta élite cuando estaba en categoría sub-23.

## Palmarés
2011
- Campeonato de Argelia en Ruta
- 1 etapa del Tour de Argelia
- 1 etapa del Tour du Faso

2012
- Tour de Azerbaiyán
- 1 etapa de la Toscana-Terra di ciclismo
- 3.º en el Campeonato de Argelia en Ruta

2013
- 1 etapa del Sharjah International Cycling Tour

2014
- 1 etapa del Tour de Azerbaiyán

2015
- Tour de Langkawi, más 1 etapa

2016
- 2.º en el Campeonato Africano en Ruta

2017
- 2.º en el Campeonato de Argelia Contrarreloj
- Campeonato de Argelia en Ruta

2018
- 2 etapas del Tour International des Zibans
- 1 etapa del Gran Premio Internacional de Argel
- 1 etapa del Tour de la Farmacia Central de Túnez
- 3 etapas del Tour de Argelia
- 3 etapas del Tour de Senegal
- Campeonato de Argelia en Ruta

2019
- 3.º en el Campeonato Africano en Ruta
- Campeonato de Argelia Contrarreloj
- Challenge du Prince-Trophée de l'Anniversaire[1]
- Challenge du Prince-Trophée de la Maison Royale
- Juegos Panafricanos en Ruta
- 1 etapa del Tour de Irán-Azerbaiyán

2020
- 1 etapa de la Tropicale Amissa Bongo

2021
- 3.º en el Campeonato Africano en Ruta

2023
- 3 etapas del Tour de Argelia
- Gran Premio de Argel
- Gran Premio de la Família Real
- Clásica Courts Mamouth de la Isla de Mauricio
- Campeonato de Argelia Contrarreloj

2024
- 2 etapas del Tour de Argelia

2025
- 1 etapa del Tour de Argelia

## Resultados en Grandes Vueltas y Campeonatos del Mundo
Durante su carrera deportiva ha conseguido los siguientes puestos en las Grandes Vueltas y en los Campeonatos del Mundo:
| Carrera         | Carrera         | 2011 | 2012 | 2013 | 2014 | 2015  | 2016 | 2017 | 2018 | 2019 | 2020 | 2021 | 2022 | 2023 | 2024 |
| --------------- | --------------- | ---- | ---- | ---- | ---- | ----- | ---- | ---- | ---- | ---- | ---- | ---- | ---- | ---- | ---- |
|                 | Giro de Italia  | —    | —    | —    | —    | —     | —    | —    | —    | —    | —    | —    | —    | —    | —    |
|                 | Tour de Francia | —    | —    | —    | —    | —     | —    | —    | —    | —    | —    | —    | —    | —    | —    |
|                 | Vuelta a España | —    | —    | —    | —    | 134.º | —    | Ab.  | —    | —    | —    | —    | —    | —    | —    |
| Mundial en Ruta | Mundial en Ruta | —    | —    | Ab.  | —    | —     | Ab.  | —    | —    | —    | —    | —    | —    | Ab.  | —    |

—: no participa

Ab.: abandono